# 卡拉馬祖縣 (密歇根州)
卡拉馬祖縣（英語：Kalamazoo County）是美國密歇根州西南部的一個縣。面積1,503平方公里。根據美國2000年人口普查資料，共有人口238,603人。縣治卡拉馬祖。
成立於1829年10月29日。縣名來自卡拉馬祖河 (Kalamazoo是波塔瓦托米語中「熱水河」的英語化)。